# Ben Heyart

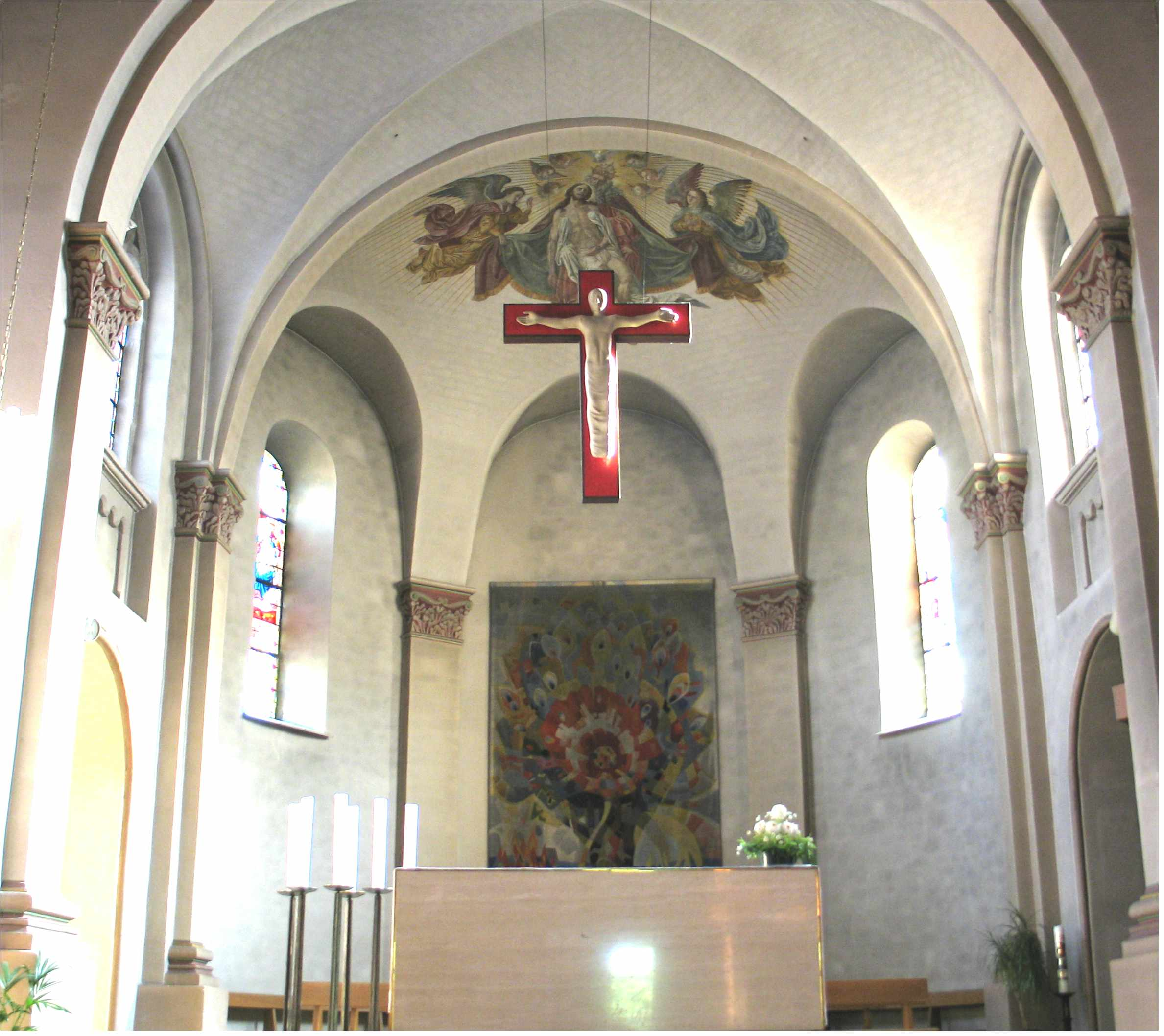
Triomfkruis (1969) in Walferdange

Bernard Michel Maria (Ben) Heyart (Luxemburg-Stad, 18 november 1927 – aldaar, 26 februari 2009) was een Luxemburgs kunstschilder en tekenaar.

## Leven en werk
Ben Heyart was een zoon van spoorwegbeambte Théophile Heyart en Alice Thill. Na het Athénée en de Normaalschool vertrok hij naar Parijs. Hij werd daar opgeleid aan de École nationale supérieure des beaux-arts en de Académie Julian (1948-1950) en vervolgde zijn studie aan de Koninklijke Academie voor Schone Kunsten van Brussel (1950-1951). In 1954 trouwde hij met Mie Marc. Vanaf 1957 was hij tekenleraar, hij gaf les aan het Lycée de garçons en het Athénée de Luxembourg in Luxemburg-Stad en het Institut Pédagogique in Walferdange.
Heyart maakte schilderijen, sgraffiti, inkt- en houtskooltekeningen, prenten en boekillustraties. Zijn schilderstijl ging eind jaren 1950 geleidelijk over een abstracte, meer geometrisch-lyrische stijl. Hij ontwierp daarnaast glas-in-loodramen, mozaïeken, keramische reliëfs en wandtapijten. Voor de uitvoering werkte hij een aantal malen samen met beeldhouwer Charles Kohl. Vanaf 1949 nam Heyart deel aan de salons van de Cercle Artistique de Luxembourg. Verder exposeerde hij onder meer met Coryse Kieffer, Charles Kohl en Yola Reding bij galerie La Studio (1959), met Kieffer, Kohl, Reding en Lucien Wercollier bij de Galerie d'art municipale in Esch-sur-Alzette (1962) en met Reding bij Galerie Paul Brück (1964). In 1976 nam hij met dertien Luxemburgse kunstenaars, onder wie Roger Bertemes, Jean-Pierre Georg, Charles Kohl, Joseph Probst, Maggy Stein en Wercollier, deel aan de eerste Salon d'art contemporain in het Grand Palais in Parijs. Hij had solotentoonstellingen bij Brück (1968, 1975), de gemeentelijke galerie in Esch (1977) en in Galerie de Luxembourg (1990). Ter gelegenheid van zijn 70e verjaardag werd een overzichtstentoonstelling gehouden in Villa Vauban en verscheen een monografie.
De kunstenaar ontving de Prix de la Jeune Peinture Luxembourgeoise (1951), een aanmoedigingsprijs voor jonge kunstenaars, en de Prix Grand-Duc Adolphe (1962). Hij was vice-president van de Cercle Artistique de Luxembourg (1961-1969). Zijn werk is opgenomen in onder meer de collectie van het Musée National d'Histoire et d'Art en de BATartventure Collection.
Ben Heyart overleed op 81-jarige leeftijd. In zijn woonplaats Strassen werd een school naar hem vernoemd, de École Fondamentale Ben Heyart.

## Enkele werken
- 1953 sgraffito van Maria Hemelvaart in het koor van de Onze-Lieve-Vrouw-Hemelvaartkerk in Bollendorf-Pont.[10]
- 1957 kruisweg in sgraffito voor de Sint-Piuskerk van Belair.
- 1958 muurschildering voor de hal van een nieuwe school in Reckange.
- 1960 ontwerp abstract wandmozaïek voor de hal van het nieuwe kantoor van de Kredietbank S.A. aan de Boulevard Roosevelt in Luxemburg-Stad.
- 1962 ontwerp wandmozaïek voor de doopkapel van de parochiekerk in Bonnevoie.
- 1964 ontwerp postzegel ter gelegenheid van het nieuwe schoolgebouw van het Athénée de Luxembourg.
- 1966 sgraffito van de opgestane Christus voor het koor van de Heilig Hartkerk in Bivels.
- 1966 ontwerp en deels uitvoering van het liturgische meubilair van het koor, waaronder een geëmailleerde crucifix, met lindenhouten corpus van Charles Kohl, tabernakel, lessenaar, kandelaars en wijdingskruisen voor de Sint-Pieterskerk in Lintgen.
- 1966 geëmailleerd triomfkruis, met corpus van Charles Kohl, en tabernakel voor de Sint-Hubertuskerk in Hünsdorf.
- 1969 triomfkruis en tabernakel, in samenwerking met Charles Kohl, voor de Drievuldigheidskerk in Walferdange.
- 1971 kruis en tabernakel, in samenwerking met Charles Kohl, en een wandtapijt voor het Sint-Jozefinstituut in Betzdorf.[11]
- 1975 twee wandtapijten voor het koor van de parochiekerk van Dippach.
- 1976 geappliqueerd scherm voor het koor van de Stephanuskerk in Kahler.

- Gemeinsame Normdatei: 1146446713
- International Standard Name Identifier: 0000 0004 4933 4773
- Musée national d'archéologie, d'histoire et d'art: lkl000685
- RKD-Nederlands Instituut voor Kunstgeschiedenis: 38210
- Virtual International Authority File: 235070629
- WorldCat: E39PBJdCv3HxmwDthqHb4whfv3